# تاکاهیرو موری
تاکاهیرو موری (به انگلیسی: Takahiro Mori) (زادهٔ ۲ مارس ۱۹۸۰) شناگر اهل ژاپن است.